# Китайський Тайбей на зимових Олімпійських іграх 1984
Тайвань на зимових Олімпійських іграх 1984 року у Сараєво представляли 12 спортсменів (10 чоловіків і 2 жінки) в 5 видах спорту — бобслей, гірськолижний спорт, біатлон, лижні перегони і санний спорт. Тайванські спортсмени не здобули жодної медалі.

## Спортсмени
| Вид спорту          | Чоловіки | Жінки | Всього |
| ------------------- | -------- | ----- | ------ |
| Біатлон             | 1        | 0     | 1      |
| Бобслей             | 4        | 0     | 4      |
| Гірськолижний спорт | 2        | 0     | 2      |
| Лижні перегони      | 1        | 1     | 2      |
| Санний спорт        | 1        | 2     | 3      |
| Всього              | 10       | 2     | 12     |

## Біатлон
| Дисципліна              | Спортсмени | Промахи | Час     | Місце |
| ----------------------- | ---------- | ------- | ------- | ----- |
| спринт, 10 км, чоловіки | Уєн Мін'ї  | 4       | 45:38.1 | 63    |

| Дисципліна      | Спортсмени | Час       | Промахи | Підсумковий час | Місце |
| --------------- | ---------- | --------- | ------- | --------------- | ----- |
| 20 км, чоловіки | Уєн Мін'ї  | 1'37:07.0 | 8       | 1'45:07.0       | 59    |

## Бобслей
| След  | Спортсмени                                           | Дисципліна         | Спуск 1 | Спуск 1 | Спуск 2 | Спуск 2 | Спуск 3 | Спуск 3 | Спуск 4 | Спуск 4 | Разом   | Разом |
| След  | Спортсмени                                           | Дисципліна         | Час     | Місце   | Час     | Місце   | Час     | Місце   | Час     | Місце   | Час     | Місце |
| ----- | ---------------------------------------------------- | ------------------ | ------- | ------- | ------- | ------- | ------- | ------- | ------- | ------- | ------- | ----- |
| TPE-1 | Ву Тєньчжен Чжень Чжіньсань                          | двійки, чоловіки   | 53.92   | 25      | 53.64   | 23      | 53.08   | 22      | 53.71   | 26      | 3:34.35 | 25    |
| TPE-2 | Ву Чжунчжоу Гван Чжифан                              | двійки, чоловіки   | 54.53   | 27      | 54.12   | 26      | 53.35   | 25      | 53.44   | 25      | 3:35.44 | 26    |
| TPE-1 | Ву Тєньчжен Сунь Кванмін Ву Чжунчжоу Чжень Чжіньсань | четвірки, чоловіки | 51.45   | 19      | 52.15   | 24      | 52.03   | 22      | 51.95   | 22      | 3:27.58 | 22    |

## Гірськолижний спорт
| Спортсмен   | Дисципліна                   | Спуск 1      | Спуск 1 | Спуск 2 | Спуск 2 | Разом        | Разом |
| Спортсмен   | Дисципліна                   | Час          | Місце   | Час     | Місце   | Час          | Місце |
| ----------- | ---------------------------- | ------------ | ------- | ------- | ------- | ------------ | ----- |
| Он Чжинмін  | гігантський слалом, чоловіки | 1:53.03      | 74      | 1:58.94 | 67      | 3:51.97      | 68    |
| Лінь Чжилян | гігантський слалом, чоловіки | 1:52.78      | 72      | 2:03.86 | 72      | 3:56.64      | 71    |
| Лінь Чжилян | слалом, чоловіки             | не фінішував | –       | –       | –       | не фінішував | –     |
| Он Чжинмін  | слалом, чоловіки             | 1:10.33      | 52      | 1:12.30 | 38      | 2:22.63      | 36    |

## Лижні перегони
| Дисципліна      | Спортсмени   | Дистанція | Дистанція |
| Дисципліна      | Спортсмени   | Час       | Місце     |
| --------------- | ------------ | --------- | --------- |
| 15 км, чоловіки | Ван Чжигін   | 1'03:17.0 | 83        |
| 15 км, чоловіки | Чжан Куньшун | 1'02:57.7 | 81        |
| 15 км, чоловіки | Уєн Мін'ї    | 1'00:10.6 | 80        |

## Санний спорт
| Дисципліна          | Спортсмен      | 1 заїзд   | 1 заїзд | 2 заїзд       | 2 заїзд | 3 заїзд   | 3 заїзд | 4 заїзд   | 4 заїзд | Загальний результат | Загальне місце |
| Дисципліна          | Спортсмен      | Результат | Місце   | Результат     | Місце   | Результат | Місце   | Результат | Місце   | Загальний результат | Загальне місце |
| ------------------- | -------------- | --------- | ------- | ------------- | ------- | --------- | ------- | --------- | ------- | ------------------- | -------------- |
| одномісні, чоловіки | Сунь Кванмін   | 50.090    | 29      | 48.080        | 25      | 49.174    | 28      | 47.946    | 23      | 3:15.290            | 25             |
| одномісні, жінки    | Чжуан Лайчжунь | 44.093    | 22      | не фінішувала | –       | –         | –       | –         | –       | DNF                 | –              |
| одномісні, жінки    | Тен Пігуй      | 43.579    | 18      | 43.280        | 17      | 44.107    | 20      | 46.512    | 23      | 2:57.478            | 21             |